# 弗里堡州
弗里堡州（缩写为FR）是瑞士联邦的一个州，位于瑞士西部，首府为与州名相同的弗里堡。弗里堡州既属于瑞士法语区又属于瑞士德语区，三分之二的人口讲法语，其余三分之一讲德语。弗里堡州、瓦莱州和伯尔尼州是瑞士仅有的三个法定双语州。州內轄有7個郡。

## 地理

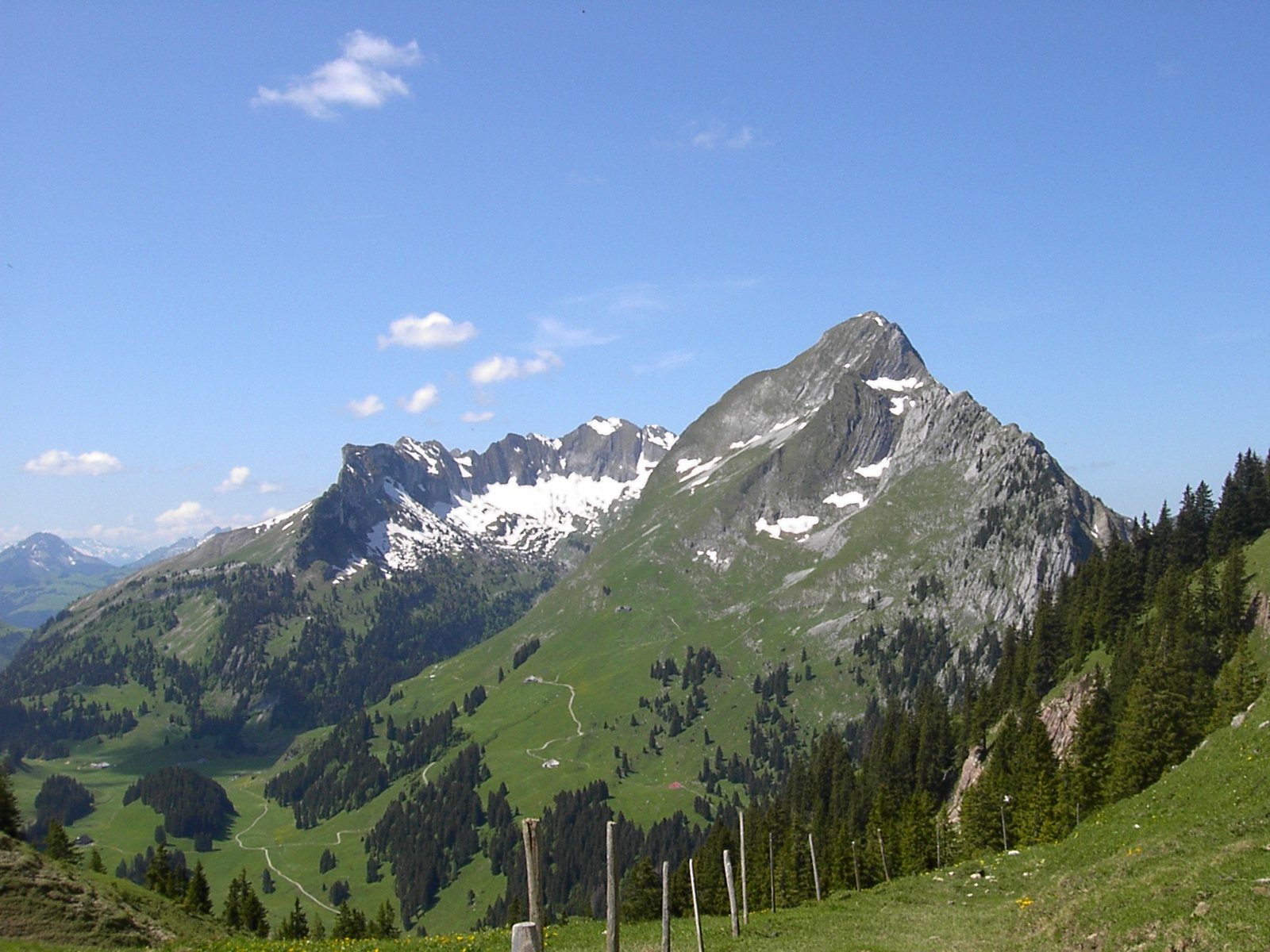
弗里堡州阿尔卑斯山前部山地：右前方为海拔高度2358米的布朗莱尔山，后面是2389米的瓦尼勒努瓦尔山

弗里堡州面积为1670.8平方千米，是瑞士面积第八大的州。弗里堡州通常可被分为两个自然区域：西部和北部地区属于瑞士高原，南部地区属于弗里堡州阿尔卑斯山前部山地。弗里堡州的最高点位于该州南部的瓦尼勒努瓦尔山，海拔高度2389米，最低点位于纳沙泰尔湖，海拔高度430米。
弗里堡州在西部和南部与沃州接壤，东部与伯尔尼州相邻，北部与纳沙泰尔州以纳沙泰尔湖为界。

## 外部連結
- Official Statistics （页面存档备份，存于）
- Official Site （页面存档备份，存于） （法文） （德文）
- 维基共享资源上的相關多媒體資源：弗里堡州